# 816年
| 千纪： | 1千纪                                                                                            |
| 世纪： | 8世纪 \| 9世纪 \| 10世纪                                                                         |
| 年代： | 780年代 \| 790年代 \| 800年代 \| 810年代 \| 820年代 \| 830年代 \| 840年代                        |
| 年份： | 811年 \| 812年 \| 813年 \| 814年 \| 815年 \| 816年 \| 817年 \| 818年 \| 819年 \| 820年 \| 821年  |
| 纪年： | 丙申年（猴年）；唐元和十一年；南诏龙兴七年，全义元年；吐蕃彝泰二年；日本弘仁七年；渤海国朱雀四年 |

## 大事记
- 6月22日——司提反五世被选为教宗。
- 潘科博戰役，後倭馬亞王朝第三任科爾多瓦埃米爾哈克木一世的摩爾軍戰勝法蘭克王國及其阿斯圖里亞斯王國、巴斯克附庸聯軍，引發了一場巴斯克人反抗法蘭克王權的起事。

## 出生
- 褔慕，教宗（逝世于896年，80岁）

## 逝世
- 李賀，唐朝诗人（出生于790年，26岁）
- 6月12日——良三世，教宗（出生日期不明）